# Рапгоф, Борис Евгеньевич

Борис Рапгоф. «Заря. 2-я книга стихов. 1915—1921» (Петроград, 1921)

Борис Евгеньевич Рапгоф (1892, Санкт-Петербург-1941 или 1942, Ленинград) — русский советский поэт, театровед, литературовед.

## Биография
Прибалтийский немец. Сын известного музыканта и педагога Евгения Рапгофа, племянник Ипполита Рапгофа (известного как «граф Амори»).
В 1920—1930-е годы был членом ленинградской антропософской группы. В начале 1930-х годов арестован за причастность к мистически-настроенным кружкам. Был выслал из Ленинграда. В 1941 году арестован вторично. Поскольку арест произошёл в условиях блокады Ленинграда, Борис Рапгоф, очевидно, не пережил зимы 1941/1942 года и умер в блокадном городе.

## Творчество
Печатался под псевдонимом Борис Евгеньев. В 1910-е годы выходили две книги его стихотворений: «Ваятель. Стихи 1910—1914» (Петроград, изд. Г. Нарбута, 1915) и «Заря. 2-я книга стихов. 1915—1921» (Петроград, 1921).
Кроме поэзии, занимался также литературоведением: известна книга Б. Рапгофа «К. Павлова. Материалы для изучения жизни и творчества» (Петроград, изд. «Трирема». 1916), посвященная творчеству русской поэтессы Каролины Карловны Павловой (1807—1893). .